# Atletika na Letních olympijských hrách 1976 – 800 metrů muži
 Běh na 800 metrů mužů na Letních olympijských hrách 1976 se uskutečnil ve dnech 23.–25. července  na Olympijském stadionu v Montrealu. Vítězem se stal kubánský běžec Alberto Juantorena, stříbrnou medaili získal Belgičan Ivo Van Damme a bronz Rick Wohlhuter z USA.

## Výsledky finálového běhu
| *                | jméno              | země                   | čas     |
| ---------------- | ------------------ | ---------------------- | ------- |
| Zlatá medaile    | Alberto Juantorena | Kuba                   | 1:43,50 |
| Stříbrná medaile | Ivo Van Damme      | Belgie                 | 1:43,86 |
| Bronzová medaile | Rick Wohlhuter     | Spojené státy americké | 1:44,12 |
| 4                | Willi Wülbeck      | Západní Německo        | 1:45,26 |
| 5                | Steve Ovett        | Velká Británie         | 1:45,44 |
| 6                | Luciano Sušanj     | Jugoslávie             | 1:45,75 |
| 7                | Sri Ram Singh      | Indie                  | 1:45,77 |
| 8                | Carlo Grippo       | Itálie                 | 1:48,39 |

Na start této disciplíny se postavilo v šesti rozbězích celkem 42 běžců. Do semifinále postoupili vždy první dva běžci z rozběhů a další čtyři s nejlepším časem (shodou okolností všichni z prvního rozběhu). V semifinále znamenal postup umístění na prvních čtyřech místech. Vítězný čas Juantoreny představoval zároveň nový světový rekord. Jediným československým reprezentantem v této disciplíně byl Jozef Plachý, který doběhl ve třetím rozběhu čtvrtý a nepostoupil do dalších bojů.